# Wih Pesam (Silih Nara)
Wih Pesam is een bestuurslaag in het regentschap Aceh Tengah van de provincie Atjeh, Indonesië. Wih Pesam telt 764 inwoners (volkstelling 2010).